# Bundesstraße 112
De Bundesstraße 112 is een bundesstraße in de Duitse deelstaat Brandenburg.
De weg begint aan de A15 bij Forst en eindigt op de B1 bij Manschnow. De B112 loopt over de gehele lengte vrijwel parallel aan de Oder-Neissegrens met Polen.

## Geschiedenis
De voormalige Reichsstraße 112 liep voor 1945 verder via Küstrin en Pyritz naar Stettin. Het eerste gedeelte van de huidige B112 werd in 1833 aangelegd tussen de hoofdweg van Berlijn naar Koningsbergen (de latere Reichsstraße 1) en de hoofdweg van Berlijn naar Breslau (de latere Reichsstraße 5). Hierna kwam in 1850 het gedeelte tussen Stettin en Pyritz gereed, gevolgd door het gedeelte tussen Pyritz en Küstrin in 1856. Als laatste kwam in 1901/1902 het gedeelte tussen Frankfurt an der Oder en Guben gereed. Het gedeelte in Polen is tegenwoordig bekend onder de nummers Droga krajowa 23 en Droga krajowa 3.

## Vernieuwing
Op 4 juli 2006 werd de rondweg rond Guben voor het verkeer opengesteld. Volgens het Duitse ministerie voor verkeer, bouw en stadsontwikkeling heeft dit gedeelte rond de 30 miljoen euro gekost.
B1 · B2 · B4 · B5 · B75 · B76 · B77 · B87 · B96 · B96a · B96b · B97 · B101 · B102 · B103 · B104 · B105 · B106 · B107 · B108 · B109 · B110 · B111 · B112 · B112n · B113 · B115 · B122 · B156 · B158 · B166 · B167 · B168 · B169 · B179 · B182 · B183 · B187 · B188 · B189 · B190n · B191 · B192 · B193 · B194 · B195 · B196 · B197 · B198 · B199 · B200 · B201 · B202 · B203 · B204 · B205 · B206 · B207 · B208 · B209 · B246 · B320 · B321 · B404 · B430 · B431 · B432 · B434 · B435 · B495 · B501 · B502 · B503